# Ny Carlsberg Glyptotek
El museu Ny Carlsberg Glyptotek fou fundat pel fabricant de cervesa Carl Jacobsen (1842-1914), que va reunir una de les col·leccions d'art privades més importants de la seva època a Dinamarca. El nom del museu prové de la seva cerveseria, Carlsberg, amb l'afegitó Glyptotek (gliptoteca), un mot grec que significa 'col·lecció d'escultures'.
Aquest museu, que va obrir al públic l'any 1897, es troba al centre de Copenhaguen, a la plaça de Dante, molt a la vora dels Jardins de Tivoli, en un espai que va cedir l'ajuntament.